# Cettia parens
Cettia parens là một loài chim trong họ Cettiidae.